# Johannes Scheibler
Johannes Scheibler (* 17. März 1628 in Dortmund; † 5. Oktober 1689 in Lennep) war ein deutscher evangelischer Geistlicher.

## Leben

### Familie
Johannes Scheibler wurde als Sohn von Christoph Scheibler und dessen Ehefrau erster Ehefrau Ursula (* 11. Juli 1588; † 20. Dezember 1632), Tochter des Kaufmanns Moritz Rossbecher aus Speyer. Sein Vater heiratete 1633 in zweiter Ehe Katharina (* 19. März 1585; † 18. April 1669), eine Tochter des Dortmunder Kaufmanns Johannes Nies und Witwe des Dr. jur. Freitag. Die zweite Ehe blieb kinderlos. Seine Geschwister waren:
- Johann Christoph Scheibler (* 19. Januar 1612 (Taufe) in Gießen; † 17. Oktober 1660 in Lütgendortmund), ab 1639 Pfarrer in Lütgendortmund;
- Peter Arnold Scheibler (* 16. Mai 1613 (Taufe) in Gießen; † 22. September 1687 in Dortmund), Pfarrer in Dortmund;
- Katharina Elisabeth Scheibler (* 30. März 1615; † 11. Mai 1616);
- Barbara Katharina Scheibler (* 13. Juni 1617 in Gießen; † unbekannt), verheiratet mit Prof. Johann Konrad Schragmüller (1605–1675), ab 1639 Rektor der Universität Marburg und ab 1639 Pastor in Speyer;
- Johann Gottfried Scheibler (* 7. Juli 1619; † 19. Mai 1620);
- Johann Hartmann Scheibler (* 23. April 1622; † 18. Mai 1633);
- Anna Katharina Scheibler (* 26. Oktober 1624; † 23. August 1636);
- Johann Melchior Scheibler (* 22. Juli 1631 in Dortmund; † 5. August 1631 ebenda).

Johannes Scheibler heiratete Katharina (* 9. Januar 1635 in Darmstadt; † 9. September 1704 in Burscheid), Tochter des Professor in Gießen und Superintendenten in Darmstadt Peter Haberkorn. Gemeinsam hatten sie dreizehn Kinder:
- Peter Christoph Scheibler (* 13. Juli 1652 in Gießen; † 5. Dezember 1653 ebenda);
- Hedwig Katharina Scheibler (* 31. März 1654 in Lennep; † 10. August 1657 ebenda);
- Peter Christoph Scheibler (* 6. Mai 1656 in Lennep; † 3. November 1679 in Leipzig), studierte an der Universität Leipzig und verstarb als Magister auf dem Weg von Wittenberg nach Leipzig, als er dort die Stelle des Erziehers des jüngsten Prinzen August Leopold von Pfalz-Veldenz (1663–1689) antreten sollte, an Fleckfieber;
- Justus (Jost) Arnold Scheibler (* 6. Februar 1658 in Lennep; † 24. August 1729 in Dortmund), Pastor in Dortmund, Superintendent seit 1722;
- Christina Margareta Scheibler (* 13. Januar 1660 in Lennep; † 22. März 1737 ebenda), verheiratet mit Albert Veltgen (1654–1719), Pastor in Seelscheid und ab 1680 in Remscheid;
- Barbara Katharina Scheibler (* 15. Juni 1662 in Lennep; † 17. Juni 1662 (Begräbnis) ebenda);
- Hedwig Barbara Scheibler (* 15. Juni 1662 in Lennep; † 5. April 1691 (Begräbnis) in Dortmund); verheiratet mit Johann Beurhaus (1655–1704), Prediger an St. Petri in Dortmund;
- Johannes Nikolaus Scheibler (* 12. November 1664 in Lennep; † 8. September 1674 ebenda);
- Johann Hartmann Scheibler (* 14. Dezember 1666 in Lennep; † 10. April 1709 in Burscheid), Prediger in Seelscheid, seit 1692 in Burscheid;
- Katharina Maria (* 14. Februar 1669 in Lennep; † 6. Januar 1697 in Langenfeld-Reusrath), verheiratet mit Johann Arnold Beurhaus, Pastor in Reusrath;
- Balthasar Christian Scheibler (* 17. September 1671 in Lennep; † 2. April 1730 in Stolberg), Feldprediger beim Grafen Oxenstierna, 1711 Pastor in Stolberg bei Aachen
- Bernhard Georg Scheibler (* 30. April 1674 in Lennep; † 11. März 1743 in Rösrath-Volberg), wurde 1701 Nachfolger seines Schwiegervaters Pastor Ernst Heinrich Wittenius (1645–1701) in Volberg, 1730 Superintendent des Oberbergischen Landes, sein Sohn war der spätere Tuchfabrikant Johann Heinrich Scheibler;
- Elisabeth Ursula Scheibler (* 30. Dezember 1676 in Lennep; † nach März 1736 in Radevormwald), verheiratet mit Frantz Vogt, Rektor und Hauptpastor in Lennep, Assessor Ministerii.

### Werdegang
Johannes Scheibler begann 1647 ein Theologie-Studium an der Universität Rinteln, das er später an der Universität Jena für drei Jahre fortsetzte und mit dem Mag. theol. beendete. Er wurde Außerordentlicher Professor für Kirchengeschichte an der Universität Gießen, Vikar in Altena und war von 1654 bis 1689 Pastor primarius in Lennep. Ab dem 7. September 1654 war er bis zu seinem Tod Generalsuperintendent der jülich-bergischen lutherischen Gemeinden in Jülich und Berg.

## Ehrungen
Nach Johannes Scheibler wurde die Johann-Scheibler-Straße in 42897 Remscheid benannt.

## Schriften (Auswahl)
- Christophorus Scheibler; Johannes Scheibler: Disputatio Apologetica De Nova Pontificiam Religionem Defendendi Et Probandi Methodo. Ad Adrianum Et Petrum de Walenburg. Tremoniae Vigilius 1646.
- Gottfried Cundisius; Johann Scheibler: Exercitatio Theologica, Qua evincitur, Scripturam Canonicam In Rebus Fidei Unice Infallibilem Supremi Iudicis Definitionem Complecti. Ienae: Kempff, 1649.
- Acclamationes votivae. Jenae, 1649.
- Johannes Scheibler; Valentin Andreas Reutter; Lobenstein, Blasius: Auspice Christo, praescitu amplissimae & spectatissimae facultatis philosophicae in Alma Jenensi, Dissertationem politicam de societate nuptiali praeside m. Johanne Scheiblero Tremonia - Guestphalo, Publicè & placidè ventilandam proponit Valentinus Andreas Reutter, Roda-Thuringus. Ad diem 16. Martii 1650. In auditorio philosophico, horis consuetis. Jenae: E calchographéo Lobensteiniano.
- Johann Scheibler; Johannes Janus: Disputatio Metaphysica De Uno. Jenae: Kämpf, 1650.
- Johannes Scheibler; Valentin A Reutter: Dissertationem politicam de societate nuptiali. Jena, Acad., Diss., 1650.
- Petrus Haberkorn; Johannes Scheibler; Johan-Henricus Seip; Johannes Burckhardus Hoffmann; Casparus Sack; Bernhardus Nortzel: Syntagma Dissertationum Theologicarum : Quibus Tremendum SS. Trinitatis Mysterium, Ex theopneústois Veteris Testamenti Scriptis In Ejus Solius honorem, Veritatis salutiferæ vindicationem, Errorum depulsionem, Ecclesiæq́[ue] Christi ædificationem, Contra Rabbinos, Photinianos, Calvinum ejusq́[ue] Asseclas, ùt et Pontificios, uspiam nobis contradicentes, aliosq́[ue] Antagonistas, demonstratur. Gissae Hampelius 1650.
- Catharina Haberkorn; Balthasar Tackius  Johannes Mentzerus; Catharina Scheibler; Johann Scheibler; Johannes Scheiblerus: Plausus Et Vota Viro Clarißimo & Excellentißimo Dn. M. Johanni Scheiblero, Historiar. Sacrar. Et Ecclesiasticarum Professori Publico extraordinario, Viri Domini Christophori Scheibleri Filio aemulo, Sponso ; Cum Is, Divini Numinis auspicio, Faustissimas Nuptias celebraret, Cum Virgine Catharina, Viri Domini Petri Haberkornii Filia dilectiss. Sponsa: Scripta & fusa a Dnn. Professoribus, Collegis Et Amicis, III. Id. Sextil. Anno theogonias MDCLI. Giessae: Typis Chemlinianis; Giessen 1651.
- Christoph Scheibler; Christophorus Scheiblerus; Johannes Scheiblerus: Christophori Scheibleri Opus Logicum. Quatuor Partibus, Universum Huius Artis Systema Comprehendens : Ut Sunt, I. Introductio Logica: De natura Logicae II. Topica, de Argumentis sive Locis Dialecticis. III. De Propositionibus, Sive Axiomatibus. IV. De Syllogismis, & Methodis; Additi Sunt Singulis Partibus Indices Duo. Giessae Hassorum Chemlinus 1654.
- Hartmann Mogius; Christoph Peter Scheibler; Johannes Scheibler: Beatus Electorum In Coelo Status, Der selige Zustand der Außerwehlten im Himmel: Bey Christlichem Traur-Ehrn-Gedächtnüs und Trost-Predigt. Eines sehr beliebten Söhnleins, Christophori Petri Scheibleri, Deß M. Johannis Scheibleri Wie auch Catharinae Scheiblerin, Geborner Haberkornin Söhnleins. Welches den 24.ten Novemb. Anno, 1653. alhie zu Giessen entschlaffen, und den 28. eiusdem bestattet worden, Auff begehren ercläret, auß den Trostreichen worten der Offenbahrung S. Johannis c. 7 v. 13. seqq. Durch M. Hartmannum Mogium Stattpredigern zu Giessen. Giessen Chemlin, 1654.
- Konrad Misler; Hedwig Feurborn; Iohannes Fridericus Pelargus; Huldericus a Promnitz; Johannes Scheibler; Michael Siricius; Johannes Tackius: Corona Iustitiae Reposita, Das ist/ die beygelegte Kron der Gerechtigkeit : Aus der 2. an den Timoth. 4. v. 6. 7. 8. Bey Leich-Procession/ Der Hedwig/ Des Justi Fewrbornii, Der H. Schrifft Weitberühmten Doctoris auch Pfarrherrn Hauß-Frawen/ Geborner Mentzerin den 11. Tag Novembr. war der Tag des H. Bischoffs Martini/ des 1654. Jahrs eingeschlaffen/ und folgenden Mittwochen/ war der 15. Tag bemeldten Monats zur Erden bestattet worden. Erklärt in der Pfarr-Kirchen zu Giessen. Gießen Hampelius 1655.
- Johann Scheibler; Johannes Gulden: Gottseliger Hertzen-Wunsch/ aller trewer Prediger und Seelen-Hirten Auß den Reden des Apostels Pauli Phil. 1. v. 21. 22. 23. 24. Bey Ansehnlicher/ Volckreicher/ und sehr trawriger Leichbegängniß/ Des weyland Ehrwürdigen/ Vorachtbaren und Hochwolgelährten Herren Johannis Gulden des Bergischen Evangelischen Ministerii ansehnlichsten Senioris, und bey der HauptStadt Lennep in die 43. Jahr bestverdienten Vicarii, Seligen Andenckens, Wie derselbige Anno 1654. den 7. Novembris Nachmittags/ zwischen 3. und 4. Uhren sanfft und selig in Christo JEsu seinem Heyland Todes verbliechen/ und den 10. Eiusd. in die Kirche daselbsten zur Erden bestattet worden. Einfältigst erkläret/ Und auff vielfältiges Begehren nunmehr in Druck verfertiget. Dortmundt Rühl 1657.
- Christoph Scheibler; Anth Emminghauß; Johannes Rövenstrunck; Johann Scheibler; Gregorius Tülfnerus; Johannes Weiß; Sophie Eleonore, Hessen-Darmstadt Landgräfin: Christophori Scheibleri Weiland Superintendenten und Gymnasiarchen der Käyserlichen Freyen ReichsStadt Dortmund/ Probe der H. Vätter: Auff anhalten einer hohen Standes Person/ in einem an Sie abgefertigten Sendschreiben in Anno 1652. 2. August gestellet ; Darinnen in 40. Puncten gründlich erwiesen/ wie die Evang. der Ohnv. Augsp. Confessions-Lehre in den H.H. Kirchen-Vättern gegründet sey. Wie solches/ Wieder den so genanten Glaubens-Begrieff H. Petri Witfelts der Societät zu Münster Priestern und Doctorn/ und in der Vorrede wieder den currum Proserpinae oder Höllenwagen/ welcher H. Scheiblers Himmelswagen durch H. Hermann Stangensoll Theol. Lic. verthediget wird. Gießen Hampel 1667.
- Johann Scheibler; Joh Emminghaus; Andreas Fromm; Petrus Moll; Johannes Platz; Joh Thamerus: Probe Der Päbstischen Religion : Darinnen kürtzlich/ einfältig und bescheidentlich I. Bewiesen wird/ daß solche eine irrige Kirche und Religion sey/ weiln darin[n]en viel Dings gelehret wird/ welches in Gottes heiligem Wort keinen Grund hat/ II. Sind LXVII. Gewissens-Fragen auffgelöset/ welche allen Evangelischen Theologen zu Erkündigung der Warheit ... auffgegeben ... Auch seynd III. in der Vorrede ... Andreae Frommen ... Motiven zu der Päbstischen Religion beantwortet. Gießen Hampel 1672.
- Johannes Scheibler; Marco d'Aviano, von Aviano: Wunder der päbstlichen Wunder. Franckfurt a.M. 1681.
- Immergrühnende Cypressen auff die Ruhestätte (Trauergedichte auf Johann Scheibler, Prof. d. Theol. † 8. Okt. 1689). 1690.